# Les Fascicules de l'art brut

Les Fascicules de l'art brut sont une série d'ouvrages consacrés aux artistes d'art brut. Ils ont été publiés à Paris par la Compagnie de l'art brut, sous la direction de Jean Dubuffet de 1964 et 1973 avant d'être publiés à Lausanne par la Collection de l'art brut, sous la direction de Michel Thévoz de 1977 à 2001. Lucienne Peiry a succédé à Michel Thévoz en 2012. Le numéro 23 des fascicules a été publié en novembre 2011 sous sa direction. Le numéro 24 a été publié en mai 2013 par la nouvelle directrice Sarah Lombardi qui lui a succédé.
Rédigés collectivement, ces ouvrages où parfois n'apparait aucune signature comme le premier Art Brut 1, sont des monographies retraçant la vie et l'œuvre des artistes d'art brut dans la mesure où celle-ci est connue. Ce sont pour la plupart des adultes autodidactes, spontanés, sains d'esprit, mais aussi des fous et des marginaux de toutes sortes : prisonniers, reclus, mystiques, anarchistes ou révoltés dont l'œuvre et la vie sont décrites dans les fascicules. Le premier fascicule de l'art brut intitulé  Les Barbus Müller, et autres pièces de la statuaire provinciale  a été entièrement écrit par Jean Dubuffet. Imprimé par la librairie Gallimard en 1946, qui ne le publie pas, il sera réimprimé et publié  à Genève en 1979 par le musée Barbier-Mueller.
Les informations les plus compliquées à obtenir étaient celles concernant les malades les plus atteints. Pour ceux-là les renseignements sur leur état, les pièces de leur production, ou l'autorisation de reproduction de celles-ci, ont été souvent fournis par les médecins des hôpitaux où ils étaient internés. Notamment le professeur Wyrsch de l'hôpital de la Waldau de Berne, ou les docteurs Tosquelles et Roger Gentis qui ont fourni à Clément le lambris nécessaire à la réalisation du Lambris de Clément et qui ont montré son travail ou bien, comme dans le cas de Gabritschevsky par un membre de la famille qui a alerté Jean Dubuffet.
La plupart des fascicules présentent plusieurs artistes dans un même volume à l'exception de Art Brut 2 entièrement consacré à Adolf Wölfli, Art Brut 7 consacré à Aloïse, et Art Brut 15 consacré intégralement à Giovanni Battista Podestà.
La Compagnie de l'art brut a poursuivi ses activités après le transfert des collections de Jean Dubuffet à Lausanne. Devenue Fondation Jean Dubuffet, elle est située à Paris au 137 rue de Sèvres et rassemble plus de 5000 pièces et une énorme documentation dans un immeuble de quatre étages.

## Art Brut 1

### Joseph G.,le Prisonnier de Bâle
Le premier fascicule intitulé Art Brut 1  donne des détails sur la vie et l'œuvre de Josef G., Le Prisonnier de Bâle (Joseph G.). Né en Italie en 1877, expatrié d'abord en France, puis en Allemagne, puis à Bâle où il a offert à ses enfants une éducation convenable. En 1925 Josef G., sans savoir ni lire ni écrire, s'établit à son compte comme entrepreneur en construction avec l'aide de ses fils qui avaient appris les métiers du bâtiment. Deux ans plus tard, en novembre 1927, il tue sa maîtresse et tente de tuer le mari de celle-ci sans y parvenir. Après son procès, il est transféré en hôpital psychiatrique, puis écope de six ans de prison à Bâle. Libéré en 1934, il meurt quelques mois plus tard à l'hôpital. C'est pendant son séjour à la prison de Bâle que Joseph a réalisé de petits sujets en mie de pain tels Les Deux musiciens. Astreint comme tous les  détenus à des travaux imposés, il réalisait ces sujets pendant ses heures de repos. Ses œuvres les plus remarquables sont :La Danse de la vie  (hauteur 32 cm) et La Tribune (hauteur 160 cm)

### Palanc l'écrituriste
De son vrai nom Francis Palanc, le pseudonyme que s'est donné l'artiste est : Palanc. Il est né en 1928 à Vence où ses parents tiennent une pâtisserie. Très émotif, souvent en conflit avec sa famille, c'est sous l'impulsion de ses contrariétés qu'il commence à réaliser des scriptions, signes anguleux qui ressemblent à un alphabet si compliqué que parfois aucune solution ne lui parait possible et qu'il détruit tout ce qu'il a fait. Il va finalement constituer deux alphabets : Ouvertitude et Fermotitude qu'il aligne sur trois colonnes avec Fermotitude à gauche, l'alphabet français au milieu, et Ouvertitude à droite. Il vit dans le plus grand isolement et ne montre ses réalisations à personne. Il peint aussi des tableaux avec des matériaux et des techniques issues de la pâtisserie tel L'Amoureux isolé, 1954, coquilles d'œuf pilées, gomme et laque sur panneau d'isorel  81 × 129,6 cm,. En 1959, il se décide à vendre quelques tableaux à un marchand local, puis il détruit l'intégralité (deux caisses pleines) de ses travaux. Palanc a aussi peint, mais l'essentiel de son œuvre se situe dans L'Autogéométrie, et dans son traité sur l'écriturisme où il parle de gymnastique géométrique : « cette gymnastique géométrique mécanise, oblige chaque fois le corps devant une même figure à devenir chaque fois les mêmes mouvements, les mêmes déplacements. Toutes ces disciplines réunies sont un traitement psychophysique. » Son travail s'apparente à la calligraphie.

### Le facteur Lonné
Raphaël Lonné, médium, spirite, a procédé à partir de 1950 à des expériences autour d'une table qui n'ont pas été concluantes. Aucun signe bien irréfutable de sa mediumnité n'est discernable avec certitude dans son œuvre. Mais sa bonne foi ne saurait être mise en doute. Sa plus grande période d'activité se situe entre 1950 et 1951 où il a produit un grand nombre de peintures sur papier avec des laques apprêtées spécialement pour lui par un ami, puis en 1960 et 1963.

### Miguel Hernandez
Fils de cultivateurs espagnols de Castille, né en 1893 près d'Ávila, il a été exposé à la Compagnie de l'Art Brut à Paris en 1948 à l'âge de cinquante cinq ans. L'exposition s'intitulait Peintures du réfugié espagnol Miguel Hernandez. Son passé politique est assez agité : anti-militariste (et pourtant engagé dans l'armée), il a collaboré à un journal anarchiste à Lisbonne où il a été arrêté, puis il s'est lancé dans une conspiration contre le dictateur espagnol Primo de Rivera. Arrêté de nouveau, il fuit l'Espagne pour se retrouver le camp de concentration des espagnols pour les réfugiés et exilés de la guerre d'Espagne. C'est à partir de 1945 qu'il a développé sa peinture issue des premiers dessins qu'il avait réalisés de 1929 à 1939. Dans une petite chambre de Belleville, il crée des tableaux peuplés de personnages en grappe, avec des visages blêmes, ou bien entourés de gros cernés noirs. Ses camarades, réfugiés comme lui, ont cru discerner une altération de son état mental à partir de 1947, lorsque ses peintures se sont faites plus violentes. Mais ce n'était pas le cas. Pauvre, solitaire, taciturne, Miguel rêvait de pouvoir faire venir sa femme, épousée en 1938 en Espagne, à Paris, et qui ne répondait pas à ses lettres. On n'a jamais osé lui dire qu'elle était morte.

### ClémentLe Lambris de Clément
Clément né en 1901 dans un village de Lozère est ce que l'on appelait à l'époque un fou furieux, malade mental violent auquel on a fait subir des traitements tout aussi violents. Il passe à peu près deux ans en cellule psychiatrique. C'est au cours de cet enfermement qu'il a l'idée de réaliser un chef-d'œuvre : Le Lambris de Clément. L'ensemble de l'ouvrage mesure 3,80m de long pour une hauteur de 1,70 m. Il est cloisonné en petits panneaux étagés sur sept rangées, soit 189 panneaux dont une grande partie est ouvragée en petits rectangles. Les rectangles ouvragés ont donné lieu à une étude très détaillée. On a souvent comparé son travail à de l'art abstrait alors que Clément travaillait surtout dans un but ornemental

### Benjamin Arneval
L'œuvre de Benjamin Arneval s'est échelonnée sur une période très brève, d'octobre à novembre 1948. Né en 1907, dans un village de Lozère où ses parents étaient cultivateurs, il a été saisi d'un folie obsessionnelle vis-à-vis de son frère. Après sa mobilisation en 1939, de retour au foyer, il croit voir un fantôme à la place de son frère et finit par l'abattre d'un coup de fusil. Il se met à dessiner dès le début de son internement qu'il conteste avec véhémence. Mais en 1948, sous le coup d'une nouvelle poussée d'angoisse où il croit voir des animaux se jeter sur lui, il cesse complètement son travail. Dans ses dessins pour la plupart au crayon noir, il se rapproche certaines fois de la réalité Vache à l'étable, la Bicyclette, ou bien se lance dans des figures monstrueuses et indéchiffrables : Animal, les Cés (sorte de vers de terre à pattes).

### Heinrich Anton M.
Né en 1865 dans le canton de Berne, Heinrich Anton, malgré ses deux prénoms aux consonances germaniques était un locuteur français et c'est en français qu'il rédige les inscriptions sur ses dessins. Il a été interné à l'âge de quarante ans à l'hôpital de la Waldau de Berne où son état n'a fait qu'empirer jusqu'à sa mort. C'est dans ce même hôpital, devenu Clinique de la Waldau, que sera interné plus tard Robert Walser). On ne sait presque rien de la vie d'Heinrich avant son internement. On sait qu'il a inventé une machine à tailler les vignes, dont la technique lui a été volée, ce qui a précipité son déséquilibre mental. Il a commencé à dessiner à l'âge de cinquante deux ans, des sujets à la fois naïfs et tourmentés : Chèvre à clochette, À ma femme j'envoie ce ventre depuis si longtemps qu'elle est privée de moi, Mon cochon s'appelle Rafi. Sa production est assez abondante, avec des périodes creuses. C'est à partir de 1925 que son style change et que ses tableaux deviennent très compliqués, tandis qu'il se met à construire des machines. Il est mort en 1930 d'une congestion pulmonaire.

### Humbert Ribet
C'est au cours de ses multiples hospitalisations dans des maisons de soin pour une affection pulmonaire que Humbert Ribet a commencé à dessiner, au stylo à bille, le plus souvent de couleur rouge et verte. Humbert avait commencé ses tout premiers dessins en 1958, à la mine de plomb sur ses cahiers d'écoliers.
Né en 1938 à Paris, puis établi à Mâcon où il exerce le métier de vendeur dans un magasin de vêtements. Il est envoyé dès l'âge de dix huit ans dans une maison de cure après un séjour à l'hôpital et pendant quatre ans, il fait des séjours hôspitaliers successifs. En 1960, lors de sa dernière hospitalisation, il fréquente l'atelier de réadaptation pour les malades où il fabrique des objets en céramique.

## Art Brut 2
Le fascicule est entièrement consacré à Adolf Wölfli.

## Art Brut 3

### Augustin Lesage
Augustin Lesage né en 1876 a laissé une œuvre d'environ 800 peintures. Mineur dans le Pas-de-Calais, il a été considéré comme artiste médiumnique à une époque où les médiums étaient à la mode. Jean Dubuffet a émis des réserves en 1965 sur cette médiumnité, non pas en mettant la bonne foi de Lesage en cause, mais en remarquant qu'il y avait d'abord un phénomène socio-culturel et que Lesage ressentait le besoin de s'excuser de peindre à cause de sa modeste condition. Dans le catalogue de l'exposition consacré au peintre en 1989, Michel Thévoz pousse encore plus loin cette analyse : « Lesage a eu l’astuce inconsciente de faire passer sa vocation picturale par le biais de la médiumnité spirite et de trouver ainsi une brèche dans le barrage socio-culturel. Fallait-il que la confiscation de l’art par la bourgeoisie fût rédhibitoire pour que la prétention d’un ouvrier de communiquer avec Léonard de Vinci apparaisse moins insensée que celle de devenir peintre! […] de même qu’il travaille dans la mine sous la direction de Ferfay-Cauchy, de même il peint sous la direction des esprits […] et lorsqu’il vend ses tableaux, il les facture au prix exact des factures et d’un salaire horaire équivalant à celui du houilleur. » Parmi ses œuvres principales, se trouve la première qu'il ait réalisée : Peinture, 1912-1913, huile sur toile, 300 × 300 cm, Composition symbolique sur le monde spirituel, huile sur toile, 1923, 158,5 × 117 cm, Composition décorative, huile sur toile 1923, 140 × 92 cm, Composition symbolique sur le monde spirituel, huile sur toile, 1925, 205 × 145 cm, Les Grandes œuvres ne s'élaborent que dans le recueillement et le silence huile sur toile, 1923-1925, 192 × 113 cm.

### Salingardes l'aubergiste
De son vrai nom Henri Salingardes cet artiste né en 1872 à Villefranche-de-Rouergue dans l'Aveyron n'a rien d'un psychopathe. Né dans une famille de restaurateurs, il apprend d'abord le métier de coiffeur qu'il exerce à Paris. Puis, après la guerre de 1914-1918 pendant laquelle il a été brancardier, il s'installe à Cordes dans le département du Tarn en 1903 où il restera jusqu'à sa mort. D'abord intéressé par les antiquités, il fait le tour des brocantes et antiquaires avant de s'installer lui-même dans l'hôtellerie et de faire le commerce des antiquités qu'il collectionne d'ailleurs plus qu'il ne vend. Ce n'est qu'à l'âge de soixante ans qu'il aborde la sculpture en ciment ou en terre glaise en s'installant dans un coin de son jardin sans rien montrer à sa femme ni à ses enfants. Il réhausse certaines de ses œuvres avec une touche de couleur. Ce sont des sculptures plates accrochables qui s'accumulent dans un patio qu'il a aménagé dans son jardin. Cette production, commencée en 1936, s'arrête en 1943 lorsqu'un train lui sectionne la jambe. Amputé, Salingarde l'aubergiste meurt quatre ans plus tard. L'Hostellerie du Vieux Cordes, qui était devenu une sorte de petit musée personnel, a continué à prospérer en sa mémoire grâce à sa femme et à ses enfants.

### Le cabinet du professeur Ladame
Charles Ladame, né en 1871, mort en 1949, était président de la Société des médecins aliénistes suisses. Il avait produit une étude sur le cas de Guy de Maupassant. C'est un des tout premiers psychiatres, à s'intéresser aux productions artistiques de ses malades. Dès 1925, il réunit à Genève, puis à Soleure divers dessins et documents qui ont constitué ensuite un petit musée à la Clinique de Bel-Air, où il est entré en fonction en 1925 à titre de directeur. En 1938, sa santé ne lui permettant plus de poursuivre son travail, le professeur, voyant que son successeur n'allait pas s'intéresser au petit musée, emporte la collection entière et il en distribue une grande partie à titre de cadeau. Le reste a été offert au fonds de la compagnie de l'art brut de Jean Dubuffet en 1948. Il a lui-même rédigé les notices sur les artistes présentés.

#### Robert Gie
Né en 1869 à Soleure, charpentier de son état, interné à l'hôpital de la Rosegg en 1908, en est sorti « socialement guéri » en 1922. Il souffrait d'hallucinations, de sentiments de persécution, et d'alcoolisme. Ses dessins sont des réseaux complexes de cordons pénétrant dans des personnages et en ressortant pour en atteindre d'autres, ce qui selon le professeur Ladame, est à rapprocher de ses hallucinations. Parmi ces réseaux imbriqués de cordons et de personnages : Système cosmique de circulation d'effluves, Trois personnages parcourus d'effluves. Certains dessins de l'artiste sont des calques à l'encre de Chine reproduits par le professeur Ladame pour sauvegarder des dessins exécutés sur le mur du préau de l'hôpital.

#### Julie Bar
Née à Genève en 1868, morte dans la même ville en 1930, Julie était atteinte d'épilepsie essentielle sur le terrain d'arriération mentale. Célibataire, très tôt internée, Julie n'a jamais suivie d'études. Elle a été négligée par ses parents et il semble que tout ce qu'elle tentait de faire dans la vie (ménage, menus travaux) dépassait ses possibilités. Son vocabulaire était rudimentaire. Son seul moyen d'expression était le dessin au crayon noir, parfois infantile comme les Deux personnages à tête d'oiseau, ou plus élaboré en composition comme Intérieur d'une maison. Selon le docteur Ladame reste une énigme : elle ne s'est jamais intéressée aux livres, ni aux images. Il semble que ce soit sa maladie qui ait libéré ses possibilités ignorées

#### Jean Mar
Interné comme Julie à la clinique bel-Air de Genève, Jean Mar a passé l'essentiel de sa vie en institut psychiatrique. Ses antécédents sont mal connus. On sait simplement qu'il est mort en 1911 et qu'il a produit un grand nombre d'œuvres qu'il appelait des trucs : dessins à la mine de plomb, objets en mie de pain ou en carton, écrits divers. C'était un malade inoffensif, replié sur lui-même. Parmi ses œuvres les plus élaborées on remarque Promenade du roi et de la reine et Château aux trois pignons

#### Joseph Heu
Né en 1827 dans le canton de Genève, Heu est promu sergent au cours de son service militaire qui représente « l'évènement de sa vie. » Ses écrits comportent de nombreuses histoires de coups de couteaux. On ne connaît pas les raisons de son internement en 1860 à l'asile cantonal des Vernets, mais on peut supposer qu'une affaire de coup de couteau en soit l'origine. Menuisier de son métier, il a fabriqué de petits objets, dessine et écrit beaucoup aux autorités pour protester contre son internement. Il vit ainsi jusqu'en 1929, laissant un grand nombre de dessins qui font allusion à sa captivité : Les Crucifiés, Voiture grillagée.

#### Berthe U.
Née en 1898, Berthe a étudié le piano et le chant dès son plus jeune âge et n'a jamais marqué de goût pour le dessin. Amoureuse de son professeur de piano qu'elle appelle son sauveur, elle devient jalouse, méfiante, elle manifeste des désordres psychiques important vers 1937, considérant son père comme son ennemi.. Son agitation atteint un tel point qu'on l'interne. Après une période d'abattement et de silence, Berthe se met à travailler d'arrache-pied au dessin. Sa maladie, (délire hallucinatoire chronique) a toutefois pu être améliorée en elle a pu quitter l'institution en 1944. Parmi ses œuvres importantes Trois personnages, La Femme au tricorne Canotage en rivière ont une remarquable unité de style, le plus souvent en à-plats avec des crayons de couleur.

### Les Télégrammes de Charles Jauffret, le peintre d'enseignes de Revel
On ne sait rien de la vie de Jauffret si ce n'est qu'il et originaire de Revel et qu'il était peintre d'enseignes. Il figure dans le fascicule comme artiste à part entière pour avoir laissé un texte assez étonnant et des dessins sur un cahier d'écolier, peut-être réalisé dans un hôpital psychiatrique. Les dessins sont considérés comme habiles et précis. Le texte sans sujet arrêté, est un libre mélange de descriptions de souvenirs et d'opinions. Les fautes d'orthographe et la liberté de langage (il signe : Jaufret Charles, désinateur) ont séduit Dubuffet.

### Jayet le Boucher
Aimable Jayet, présenté par le docteur Jean Oury, est né en 1886 dans un village de Normandie. Issu d'une famille de fermiers, il a de tristes antécédents affectifs. Très affecté par la mort de sa sœur, de celle de son frère dix ans plus tard, puis de son autre frère, de sa mère, de son père, il est interné une première fois en 1934, puis en 1939. Dès l'âge de quinze ans, il était apprenti boucher, puis garçon boucher. Il est incorporé dans l'armée en 1914 mais doit être évacué ensuite pour bronchite. En 1911 déjà, son seul enfant est mort de broncho-pneumonie et sa femme le quitte dès qu'il revient malade au domicile conjugal. Il se remarie en 1920, et il s'installe comme boucher à son compte avec un associé qui semble n'avoir pas été honnête ce qui l'oblige à redevenir garçon boucher. C'est à partir de cette époque qu'il donne des signes de déséquilibre mental et que l'on doit l'interner de 1934 à 1939. Il a beaucoup écrit et dessiné sur des cahiers d'écolier. Ces écrits tiennent de la calligraphie et du dessin avec des personnages qui surgissent entre les lignes comme sur la page 40-41 du cahier 570.

### Les Coquilles de Maisonneuve
Dans la famille de Pascal-Désir Maisonneuve, à Bordeaux, on était mosaïste de père en fils. Né en 1863, Pascal-Désir apprend le métier de son père et il ouvre une boutique à Bordeaux, près de la place Mériadeck où se tient le marché aux puces. Antiquaire et brocanteur à la fois, il collectionnait plus qu'il ne vendait tout en poursuivant son travail de mosaïste qui lui valut en 1898 les palmes académiques et en 1928 la récompense de Meilleur ouvrier de France pour son portrait de Sadi Carnot, pour la tête d'une muse et un faisan doré.

### Filaquier le simplet
C'est au poète Gaston Puel que l'on doit la découverte des dessins d'Henri Filaquier, petit personnage d'un mètre cinquante d'un poids de quarante kilos et qui marchait en se balançant latéralement. Petit illuminé fantasque selon l'Oraison funèbre rédigée par le poète « Henricou, coiffé d'un képi, chamarré de médailles (celles non soumises au port réglementé des congrès eucharistiques) sortait de l'hospice dès huit heures du matin. Il traînait la patte.(...) Déjà, il guettait chaque porte. L'habitant paraissait-il, qu'il l'apostrophait aussitôt par son nom et le saluait jovialement (...). Il connaissait par leur nom chacun de dix mille habitants de la ville. »
Né le 7 mai 1901 à Veilhes dans le Tarn, septième enfant d'une famille d'agriculteurs très pauvres, il est considéré dès l'école primaire comme un élève anormal.Recueilli à l'hospice de Lavaur  à la mort de ses parents, Henri et considéré comme inoffensif, pas fou, pas dangereux non plus. on le laisse aller où il veut en ville. Il participe à toutes les fêtes, connaît tout le monde, on le rencontre partout, vêtu d'une manière fantaisiste, d'après le vêtements qu'on lui donne. À l'âge de soixante deux ans, il était encore à l'hospice, mais l'institution est devenue plus rigide, personne ne fait attention à lui et peu à peu, les habitants de la ville cessent de l'accueillir avec aménité, à l'exception de quelques familles où il est toujours bienvenu.
Il a commencé à dessiner en 1944, avec des crayons de couleur et à la mine de plomb. Si on lui avait donné des pinceaux et des couleurs, Filaquier aurait peint. Il était très fier de donner un de ses dessins contre une cigarette. Son œuvre comprend Larbrede Létoual de france dessin au crayon de couleur, 32 × 28 cm, 1944,  Gastaun puèl (Gaston Puel), 32 × 24,5 cm, 1944-48  L'albre dépi, crayon de couleur, 22 × 15,5 cm, 1944-48, tapledefleur 32 × 24,5 cm, 1944-48, Laume dusauléi (L'homme du soleil), 32 × 24,5 cm, 1944-48, Laqrèse du pèi dRense (La crèche du pays de Reims), 32 × 24,5 cm, 1944-48, Japaulan Janbedeboua (Jean Paulhan Jambe de bois), 32 × 24,5 cm, 1944-48.

## Art Brut 4

### Scottie Wilson
Louis Freeman dit Scottie Wilson est né à Glasgow en 1888, mort à Londres en 1972. Petit fils d'un juif russe émigré, il est encore analphabète à l'âge de seize ans et il s'engage dans l'armée. Il a été découvert par le poète Victor Musgrave qui a fait un temps le commerce de tableaux à Londres et qui a rédigé sa notice biographique dans Art Brut 4. Musgrave a tenté d'introduire Scottie dans le circuit des expositions professionnelles en pure perte : Scottie trouvait que cette démarche n'avait aucun sens.
Très jeune, Scottie dessinait et gravait des animaux, en particulier de éléphants et des oiseaux, inventant un monde féérique avec des Arbres-fleurs, encres de couleur, 25 × 25 cm, 1950-1951, ou bien des villes enchantées, des spectres ou des fantômes. Issu d'une famille très pauvre, il a commencé à travailler très jeune dans les foires, les cirques, puis il ouvre une sorte de boutique ambulante dans le quartier des vieux marchés de Londres : Caledonian market et Leather lane Il fouille et récupère les objets les plus disparates qu'il entasse et qu'il revend à un prix dérisoire. Mais son travail d'artiste ne commence qu'après son départ pour Toronto en 1938 C'est là qu'à l'âge de quarante ans, spontanément, muni d'un stylo Bulldog, il couvre une table entière de dessins à l'encre noire. Il avait alors une amie, femme d'affaires avisée qui eut tout de suite le sentiment que Scottie était « un peintre-né ». « Cela lui parut à lui si drôle qu'il pensa qu'elle n'avait plus toute sa tête. Cette femme se retira alors de la vie de Scottie qui eut le cœur brisé. » Il vend alors sa boutique et part pour Vancouver où il commence à dessiner sans arrêt. Sa production canadienne est très abondante : dessins sur des morceaux de carton, masques, figures de totems indiens. Un millionnaire canadien lui propose de rester au Canada et de s'installer dans une maison qu'il lui aurait offert, Scottie refuse. De retour à Londres en 1945, Scottie ne vend jamais ses dessins : il les donne lorsqu'il sent que quelqu'un les aime vraiment. Des marchands de Paris, New York, Londres se montrent intéressés, mais Scottie se refuse à entrer dans le monde de « l'art culturel ». Les dessins qu'il montre avec plaisir dans ses expositions ambulantes finissent pourtant par entrer dans les musées d'art moderne à Paris, New York, Londres. C'est en grande partie grâce à Roland Penrose, très intéressé par son travail, qui réussit à organiser une exposition qui lui vaut un grand succès, que Scottie va être internationalement reconnu dans le cercle toutefois restreint des amateurs d'art non culturel. À partir de là, Scottie se déplace en France, en Suisse.
Son œuvre hautement décorative (il décore un service de table sur commande de la firme Wedgwood en 1962) a parfois été rapproché à tort de la broderie. Jean Dubuffet, Pablo Picasso, André Breton sont parmi ses premiers amateurs

### Emmanuel le Calligraphe
Son nom de famille réel n'est mentionné dans aucun des trois ouvrages de références le concernant. Emmanuel le Calligraphe, pur breton, né à Guingamp le 9 mars 1908. Il est issu d'un modeste milieu rural breton où l'on parle français. Son père est employé aux chemins de fer, sa mère est cuisinière au buffet de la gare. Il ne présentait aucun trouble mental jusqu'en 1953, année où il a été interné pour la première fois à l'hôpital psychiatrique départemental de Quimper, puis une deuxième fois le 11 avril 1958. C'est à partir de cette date qu'il se met à peindre. Son dossier médical en 1953 définit son cas comme « bouffée délirante polymorphe avec aspect maniaque sur fonds d'alcoolisme chronique. » En 1958, son deuxième internement est dû à un « délire idéo-verbal », il est alors soumis à une chimiothérapie sans que l'on comprenne le rapport entre ce soin et son trouble mental. Son œuvre comprend des aquarelles, des dessins, des écrits, des dessins à la plume, au stylo à bille et aussi des peintures. C'est un ensemble d'une centaine de pièces dont la moitié est conservée à la Collection de l'art brut. Il est mort le 5 janvier 1965 dans sa chambre d'hôpital.

### Guillaume
Guillaume Pujolle, né à Saint-Gaudens le 18 juin 1893, mort en 1971 de son nom d'artiste Guillaume est un peintre d'art brut. Ce que l'on sait de sa vie a été communiqué par le docteur Jean Dequeker qui fut l'ami d'Antonin Artaud avec lequel il a entretenu une correspondance. Jean Dequeker a produit une thèse en 1948 sur les travaux de Guillaume.
Cependant la date de la mort de l'artiste est imprécise. Certains sites l'indiquent à l'âge de 55 ans, la thèse du docteur Dequeker indique : « à partir de 1950, sa production de dessins s'arrête, il se tourne vers des travaux de menuiserie et confectionne parfois des bagues d'aluminium pour orner tous les doigts. » Plus précisément, l'année de sa mort est donnée par le musée de Lille : LaM

### Paul End
Né à une date incertaine entre 1895 et 1896 dans le Pas-de-Calais, il avait 67 ans en 1965, date à laquelle sa monographie a été établie, et où il était encore interné, non pour des raisons psychiatriques, mais parce qu'il n'avait ni famille, ni soutien financier.

### Moindre l'égyptologue
Joseph-Albert-Alfred Moindre, né en 1888 dans un village de Seine-Maritime, était marchand de fonds, négoce qu'il avait commencé à Paris en 1927. Déiste, féru d'une religiosité fumeuse, préoccupé des affaires de L'Au-delà, il suivait des conférences spirites, visitait beaucoup les églises. Mais il se maria civilement, enterra sa femme civilement et demanda à l'être de même lorsqu'il mourut en février 1965. On ne lui connaît aucun désordre psychologique grave. Il n'a jamais été interné. Ses travaux, essentiellement des dessins colorés sur papier, ou des gouaches sur carton, sont inspirés des églises, mais surtout des mythes de l'ancienne Égypte sans que l'on sache avec certitude quelle est la nature exacte des ornements dont ses personnages sont parés. Il se disait lui-même « égyptologue »

### Florent
Florent est le pseudonyme donné par le docteur Jean Benoiston à un de ses malades interné à l'hôpital psychiatrique de Sotteville-lès-Rouen « un malade fort intéressant que nous appellerons Florent. »
Né en 1883, issu d'une famille de cultivateurs de la Seine Maritime Florent a étudié jusqu'à son certificat d'études, et travaillé dans la mécanique : chauffeur, mécanicien dans une entreprise de travaux publics, aux chemins de fer. À la suite d'une blessure pendant la Première Guerre mondiale en 1914, qui provoque une grave commotion, puis d'un accident d'automobile qui le rend inapte à son emploi, Florent est saisi de délires et interné à l'hôpital psychiatrique. C'est là qu'il développe un fort goût pour le dessin à vocationtechiqu. Ses œuvres portent les titres surréalistes de : Susceur à friction, peinture à l'eau vernie, mine de plomb, inscription à l'encre 28,5 × 18,5 cm, 2 novembre 1951, ou encore : Le Stato réacteur pulsatoir par catalyse, peinture à l'eau sur papier, inscriptions à l'encre,30 × 18,5 cm, ou bien La physique contemporaine de divers phénomènes hydro concaves, mine de plomb et inscriptions à l'encre sur deux feuilles de cahier d'écolier 32 × 22 cm
Ses dessins sont en majorité exécutés sur papier à la mine de plomb avec peinture à l'eau, parfois vernies, avec des inscriptions à l'encre, ou bien à l'huile, sur contreplaqué. L'ensemble est sur un cahier d'écolier. On en a répertorié 9.

### L'écrit du comte du Bon Sauveur
Le Comte du Bon-Sauveur est nommé d'après l'établissement psychiatrique où il recevait de « pseudo-soins » dont il se plaignait comme étant des sévices (fort probables). Certaines pages sont datées de 1861 et 1862 L'établissement portait à l'époque le nom d'asile d'aliénés du Bon Sauveur de Caen, devenu à partir de 1974 Établissement public de santé mentale de Caen. Le personnage se flattait d'être un noble comte. Il a laissé un manuscrit de onze pages, rédigées d'une écritures fine recto-verso dont quatre pages sont reproduites en fac similé dans le fascicule de l'art brut 4. C'est un mélange de litanies, d'invectives, de poèmes, de listes de châtiments. Il est pour Dubuffet, qui s'attache surtout à l'aspect visuel de l'écriture, « un exemple de ces voies d'expression qui sont pour l'heure l'objet de peu de considérations. »

### Jacqueline
Jacqueline est née en 1928 à Perpignan, enfant adultérin d'un père déjà marié et d'une femme également mariée. Comme elle n'était reconnue ni par son père ni par sa mère, elle a été confiée à l'Assistance publique. Elle a bénéficié de l'attention de la femme de son père adultérin
, Madame B. qui l'a prise chez elle et lui a appris à lire. À l'âge de cinq ans, Madame B s'est aperçue que Jacqueline souffrait d'anomalies; et l'a placée dans une école. Mais à douze ans, (elle pesait 28 kg et mesurait 1,40 m) la directrice de l'école a refusé de la garder : Jacqueline perturbait la classe. Confiée successivement à deux établissements de religieuses, elle revient chez madame B à l'âge de 23 ans.
Jacqueline a commencé à peindre en 1952. Ses œuvres naïves reflètent son état d'esprit: Jacqueline aimait être traitée comme une enfant.
Son œuvre, très abondante, (environ un millier d'œuvres) est composée essentiellement de gouaches, dessins à la plume, crayons de couleurs. Elle présente des personnages boursouflés comme Femme et oiseaux, encre de chine et gouache, 24 × 32 cm, 1962, Collection de l'art brut, ou les Deux religieuses, dessin au crayon de couleur, 1958.

## Art brut 5
Comprend : Émile dit Le Philatéliste, Élisa et ses broderies, Joseph Crépin, Rose Aubert, Gaston le zoologue, Sylvain, Xavier Parguey

### Émile Le Philatéliste
Né en 1920 près d'Arras, Émile souffrait de nombreux troubles physiques. Notamment il avait une plaie constamment purulente dans le dos, de l'asthme, et des foyers d'infection permanents. Il était considéré comme incurable et à ce titre, il recevait une pension. Marié à 21 ans, très religieux, il faisait des pèlerinages à Lourdes. Il fait partie spiritualistes du Pas-de-Calais. Jean Dubuffet considère son travail comme celui d'un « aspirant voyant », dont les travaux sont le fruit d'une imagination survoltée et non de la folie.

## Art brut 6
Comprend: Carlo, Laure, Anaïs, Simone Marye, Robe nuptiale de Marguerite

## Art brut 7
Est entièrement consacré à Aloise

## Art brut 8
Comprend Jeanne Tripier (medium), Gustav le démoniste, La Fabrique d'Auguste, François, Olive, Pièces d'arbre historiées de Bogosav Živković

## Art brut 9
Comprend : Madge Gill, Bentivegna, Émile Ratier, Nataska, Jane Ruffié (medium) et la collection du docteur Auguste Marie

## Art brut 10
Comprend: Jules Doudin, Vojislav Jakić, Gaston Teuscher, Pierre Jaïn, Albino Braz, Katharina, Louise Fisher, Solange Lantier, Louise Tournay

## Art brut 11
Comprend: Léontine, Sylvain Fusco, Aloïse Wey, André Robillard, Carlo (2), Joseph Vignes, Italo Perugi, François Portrat, Samuel Daiber, Thérèse Bonnelalbay

## Art brut 12
Le volume est entièrement consacré à Gugging, petit village d'Autriche ou se trouve l'hôpital psychiatrique de Klosterneuburg, près de Vienne. Les œuvres réunies par les médecins constituent une partie des collections du museum Gugging. Mais la collection de l'art brut, grâce à l'intervention du docteur navratil en a été aussi richement dotée.

## Art brut 13
Le volume est entièrement consacré à Reinhold Metz. C'est le dernier numéro auquel Dubuffet a apporté son concours. il est signé Michel Thévoz et Geneviève Roulin. Il parait en 1985, année de la mort de Dubuffet.

## Art brut 14
Comprend : Josef Wittlich, Willem Van Genk, Angelo Meani, Hans Krüsi, Henriette Zephir, Jean Radovic, Yvonne Robert, Anna Zemankova, Armand Schulthess, Camille Renault.

## Art brut 15
Le volume est entièrement consacré à Giovanni Battista Podestà

## Art brut 16
Comprend : Eugène Gabritschevsky, Ted Gordon, Michel Nedjar, Helmut, Yanko Domsic, Benjamin Bonjour, Édouard Boschey, Eugenio Santoro, Pepe de Valence, René le Bedeau